# Ennio Cerlesi
Ennio Cerlesi (* 21. Januar 1901 in Turin; † 20. September 1951 in Rom) war ein italienischer Schauspieler und Synchronsprecher.

## Leben
Cerlesi, der Sohn von Eugenio Cerlesi und Savina Fugazza, debütierte mit der Bühnencompagnie von Annibale Ninchi und spielte neben Amedeo Chiantoni, Maria Melato, Marta Abba, Calisto Bertramo, Paola Borboni und in zahlreichen anderen Ensembles. 1939 spielte er als erster in der italienischen Fassung von Eugene O’Neills Jenseits vom Horizont, das am „Teatro delle Arti“ in Rom von Anton Giulio Bragaglia inszeniert wurde. 1947/1948 hielt er sich mit seiner Frau, Emma Baron, in den Vereinigten Staaten auf, wo sie erfolgreich u. a. in Chicago auftraten.
Beim Film war Cerlesi seit 1932 zehn Jahre lang nur in Rollen in der zweiten Reihe tätig. Seltene Ausnahmen bildeten das patriotische Drama Il dottor Antonio 1937 und die abenteuerliche Groschengeschichte Fanfulla da Lodi zwei Jahre darauf. 1943 arbeitete er an einem Drehbuch für Gennaro Righelli mit und inszenierte direkt nach Kriegsende mit Piero Tellini die Komödie Uno tra la folla, in der Eduardo De Filippo die Hauptrolle innehatte. Unter seinem eigenen Namen sowie unter Pseudonymen wie Gabar Vetzery, William Strickland und Marion Delay verfasste Cerlesi diverse Komödien.
Auch für das Radio und als Synchronsprecher war Cerlesi tätig.

## Filmografie (Auswahl)
- 1932: L'armata azzurra
- 1946: Una tra la folla (Ko-Regie)
- 1951: L'ultima sentenza